# Planinca, Brezovica
Planinca je naselje v Občini Brezovica.